# Pliometría

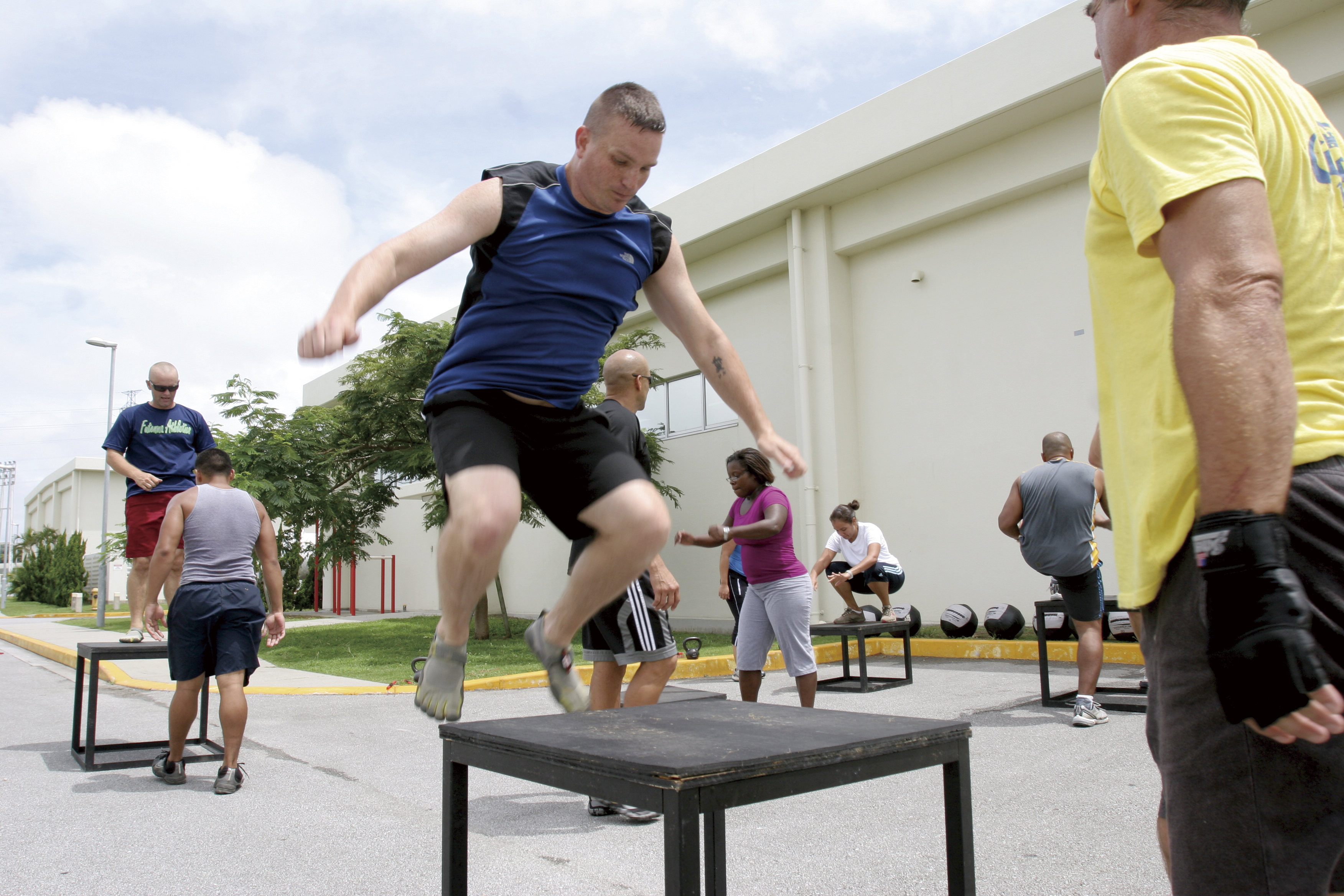
Un marine realizando ejercicios de pliometría en Camp Foster, en la prefectura de Okinawa.

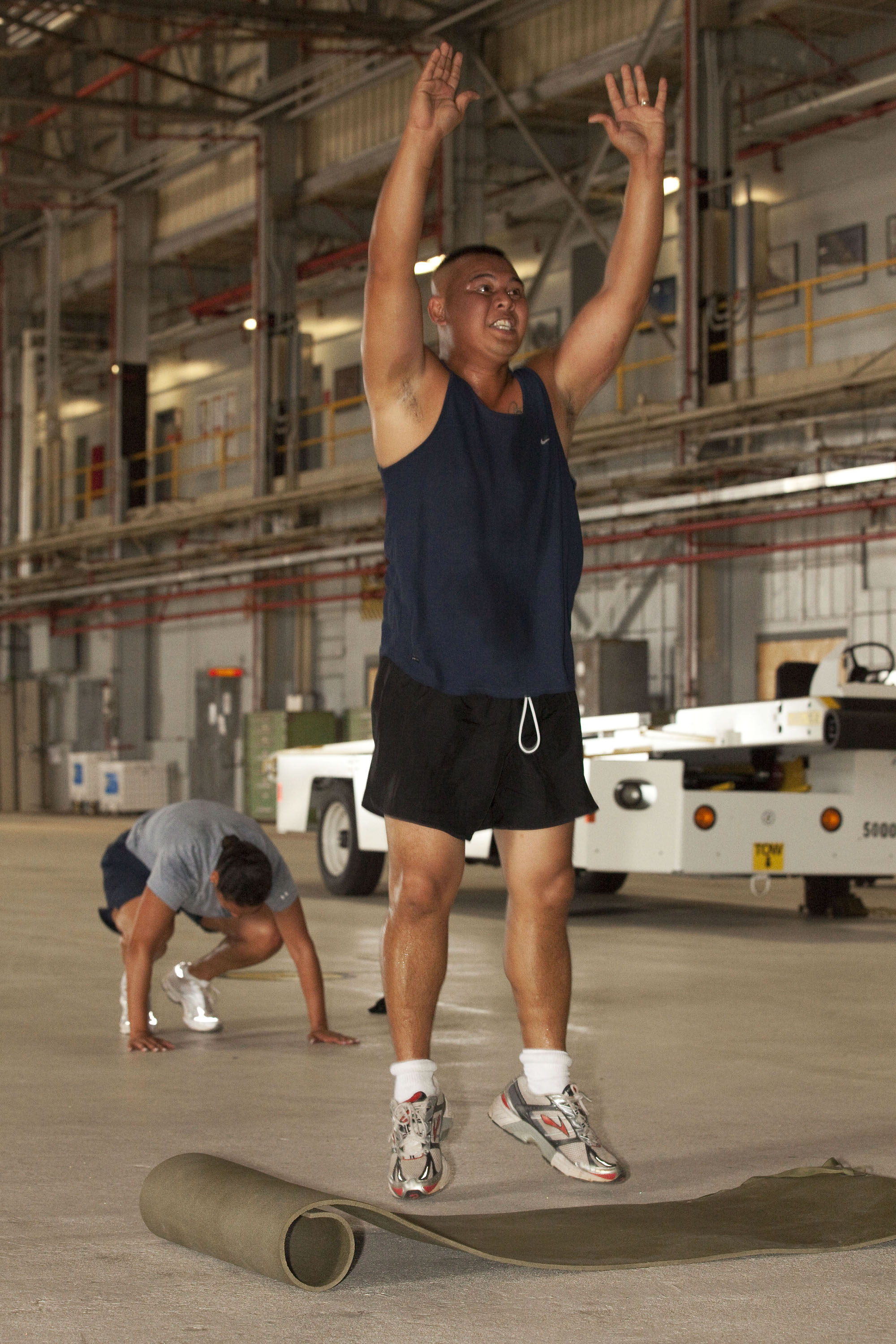
Un marine en Hawái realizando un circuito de entrenamiento en el que se incluye la pliometría.

La pliometría es un tipo de entrenamiento físico que consiste en realizar ejercicios que vayan de la desaceleración a la aceleración de los músculos, del ciclo de estiramiento al de acortamiento de forma rápida, para mejorar la potencia, la velocidad y la fuerza de los músculos, especialmente del tren inferior.

## Características
La pliometría es un tipo de entrenamiento diseñado para producir movimientos rápidos y potentes, buscando el mejorar el reclutamiento de fibras musculares. Sus ejercicios buscan combinar las contracciones musculares voluntarias y las contracciones musculares involuntarias. Generalmente es usada por atletas para mejorar su técnica deportiva, especialmente aquellos que implican velocidad, rapidez y fuerza.
La pliometría también es utilizada en el campo del fitness.